# Ilyés Gyula
Ilyés Gyula (Szatmárnémeti, 1957. április 25. –) romániai magyar politikus, Szatmárnémeti volt polgármestere. Vetés község polgármestere.

## Életpálya
1996-tól 2004-ig Szatmárnémeti alpolgármestere.
A 2004-es választásokon az RMDSZ színeiben polgármesteri mandátumot szerzett a többségében románok lakta megyeközpontban. 2008-ban ismét indult a választásokon, ahol a második fordulóban ismét elnyerte a tisztséget. A 2012-es helyhatósági választásokon is indult polgármesterjelöltként, de alulmaradt Dorel Coicával szemben.
2016 óta Vetés község polgármestere.

## Kitüntetés
- A Magyar Érdemrend tisztikeresztje (2007)